# آتزیو کورگی
آتزیو کورگی (به انگلیسی: Azio Corghi؛ ۹ مارس ۱۹۳۷ – ۱۷ نوامبر ۲۰۲۲) آهنگساز و موسیقی‌شناس اهل ایتالیا بود.
وی در سال ۲۰۰۵ برندهٔ نشان شایستگی جمهوری ایتالیا شد.